# رنگ‌ها (آلبوم الوی)
رنگ‌ها (به انگلیسی: Colours) نام آلبومی استودیویی از گروه پراگرسیو راک آلمانی الوی است که نخستین بار در سال ۱۹۸۰ منتشر و در سال ۲۰۰۵ بازنشر شد.

## فهرست آهنگ‌ها
آلبوم رنگ‌ها دارای ۸ قطعه به شرح زیر است:
| شماره      | نام               | مدت   |
| ---------- | ----------------- | ----- |
| ۱.         | «Horizons»        | ۳:۲۰  |
| ۲.         | «Illuminations»   | ۶:۱۹  |
| ۳.         | «Giant»           | ۶:۰۵  |
| ۴.         | «Impressions»     | ۳:۰۶  |
| ۵.         | «Child Migration» | ۷:۲۳  |
| ۶.         | «Gallery»         | ۳:۰۸  |
| ۷.         | «Silhouette»      | ۶:۵۷  |
| ۸.         | «Sunset»          | ۳:۱۵  |
| مجموع مدت: | مجموع مدت:        | ۳۹:۳۳ |

در بازنشر آلبوم در سال ۲۰۰۵ دو قطعهٔ زیر نیز به عنوان ترک‌های هدیه به آن افزوده شده بود:
| شماره | نام                        | مدت  |
| ----- | -------------------------- | ---- |
| ۹.    | «Wings Of Vision»          | ۴:۱۴ |
| ۱۰.   | «Silhouette» (نسخهٔ تک‌آهنگ) | ۳:۳۰ |

## اعضا
گروه الوی در زمان ضبط این آلبوم متشکل از اعضای زیر بود:
- فرانک بورنمان: خواننده اصلی، گیتار الکتریک و گیتار آکوستیک
- هانس آرکونا: گیتار الکتریک و آکوستیک
- کلاوس پیتر-ماتزیول: گیتار بیس، خواننده
- هانس فولبرت: کیبورد
- جیم مک‌گیلیوری: درام، پرکاشن